# اتفاقية الحدود الألمانية البولندية (1990)
اتفاقية الحدود الألمانية البولندية (بالألمانية: Deutsch-polnischer Grenzvertrag) (بالبولندية: Polsko-niemiecki traktat graniczny)، هي اتفاقية أبرمت بين ألمانيا وبولندا بوضع وتعديل الحدود النهائية بين البلدين، وُقعت الاتفاقية في العاصمة البولندية وارسو بتاريخ 14 نوفمبر 1990م، ودخلت حيز التنفيذ بتاريخ 16 يناير 1992م.